# Feuilleea brachycalyx
Feuilleea brachycalyx là một loài thực vật có hoa trong họ Cucurbitaceae. Loài này được (Oliv.) Kuntze mô tả khoa học đầu tiên năm 1891.